# Olga Radetzkaja
Olga Radetzkaja (geboren 1965 in Amberg) ist eine deutsche Übersetzerin, die Texte unterschiedlicher, meist literarischer Gattungen aus dem Russischen ins Deutsche überträgt.

## Leben
Olga Radetzkaja studierte an der Freien Universität Berlin die Fächer Slavistik, Amerikanistik und Allgemeine und Vergleichende Literaturwissenschaft. Nach dem Studium verbrachte sie zunächst ein Jahr in New York, wo sie bei Russica, einem russischsprachigen Verlag und Buchhandel, arbeitete. Anschließend hielt sie sich zwei Jahre in Moskau auf und begann in dieser Zeit mit ihrer Übersetzertätigkeit.
Heute lebt Radetzkaja in Berlin.

## Tätigkeit
Radetzkaja übersetzt Texte unterschiedlicher Gattungen aus dem Russischen, darunter Romane und Schauspiele ebenso wie wissenschaftliche Literatur und Ausstellungskataloge, und sie fertigt auch Neuübersetzungen an. Bisher liegen u. a. Werke von Margarita Chemlin, Jurij M. Lotman, den Brüdern Presnjakov, Viktor Šklovskij, Vladimir Sorokin, Lev Tolstoj, Maria Stepanova und Elena Tregubova aus ihren Tätigkeiten vor. Die Übersetzungen sind zum Teil in Kooperation mit anderen Übersetzerinnen und Übersetzern entstanden. Außerdem übersetzt Radetzkaja auch aus dem Französischen.
2003 erstellte Radetzkaja gemeinsam mit Gabriele Leupold, Eveline Passet, Anna Shibarova und Andreas Tretner den Dokumentarfilm Spurwechsel. Ein Film vom Übersetzen. Sie ist auch Mitbegründerin des 2009 ins Leben gerufenen Vereins Weltlesebühne, der sich für eine lebendige Übersetzungskultur einsetzt und Übersetzerinnen und Übersetzern von Literatur mehr Sichtbarkeit verschaffen will.
Seit 2008 arbeitet Radetzkaja neben ihrer Übersetzertätigkeit als Redakteurin bei der Zeitschrift Osteuropa. Außerdem ist sie als freie Lektorin, Autorin und Verlagsgutachterin tätig und übernimmt Moderationen und Workshopleitungen. An der LMU München hat sie mehrfach Seminare im Masterstudiengang Literarisches Übersetzen geleitet.

## Auszeichnungen
2019: Straelener Übersetzerpreis der Kunststiftung NRW. 
2020: Brücke-Berlin-Preis für die Übersetzung des Romans Nach dem Gedächtnis der russischen Autorin Maria Stepanowa, die gemeinsam mit der Übersetzerin ausgezeichnet wurde. 
2024: Paul Scheerbart-Preis für Lyrik-Übersetzungen für die Übersetzung von Maria Stepanovas Lyrik-Bänden Der Körper kehrt wieder (2020), Mädchen ohne Kleider (2022) und Winterpoem (2023).

## Übersetzungen (Auswahl)

### Bücher
- Brüder Presnjakov: Tötet den Schiedsrichter. Köln, Kiepenheuer & Witsch 2007.
- Elena Tregubowa: Die Mutanten des Kreml. Mein Leben in Putins Reich. Berlin, Tropen  2006 (gemeinsam mit Franziska Zwerg).
- Lew Tolstoi: Kreutzersonate. München, Manesse 2010.
- Jurij Lotman: Die Innenwelt des Denkens. Berlin, Suhrkamp 2010 (gemeinsam mit Gabriele Leupold).
- Margarita Chemlin: Die Stille um Maja Abramowna. Berlin, Jüdischer Verlag im Suhrkamp Verlag 2012.
- Julius Margolin: Reise in das Land der Lager. Berlin, Suhrkamp 2013.
- Wladimir Sorokin: Telluria. Köln, Kiepenheuer & Witsch 2015 (gemeinsam mit Sabine Grebing, Christiane Körner, Barbara Lehmann, Gabriele Leupold, Andreas Tretner, Dorothea Trottenberg, Thomas Wiedling).
- Wiktor Schklowski: Sentimentale Reise. Berlin, Die Andere Bibliothek, 2017.
- Viktor Schklowski: Zoo. Briefe nicht über Liebe, oder die dritte Heloise. Berlin, Guggolz, 2022.
- Maria Stepanowa: Nach dem Gedächtnis. Berlin, Suhrkamp, 2018.
- Boris Julianowitsch Poplawski: Apoll Besobrasow. Berlin, Guggolz, 2019.

### Hörspiele
- 2009: Oleg Presnjakow, Wladimir Presnjakow: Tötet den Schiedsrichter – Bearbeitung und Regie: Gabriele Bigott (Hörspielbearbeitung – RBB)
- 2014: Margarita Chemlin: Die Stille um Maja Abramowna – Bearbeitung und Regie: Andrea Getto (Hörspielbearbeitung – RBB)